# Ferrovia Shimabara
La Ferrovia Shimabara (島原鉄道?, Shimabara Tetsudō), spesso abbreviato in Shimatetsu (島鉄?), è una filiale di Nagasaki Jidosha (Nagasaki Bus), che gestisce servizi ferroviari e di autobus locali e operazioni navali nell'area della penisola di Shimabara della prefettura di Nagasaki. La sua sede è nella città di Shimabara.
Tra le ferrovie private in Giappone che furono fondate nel periodo Meiji, la Ferrovia Shimabara, la Ferrovie Tōbu  e la Ferrovie Ohmi non hanno mai cambiato il nome della loro compagnia sin dalla loro fondazione.
Dopo la disastrosa eruzione del vulcano Unzen Fugen-dake, la prefettura di Nagasaki e le città nella zona di Shimabara iniziarono a detenere azioni della società nel tentativo di aumentare il capitale.

## Storia
L'azienda è stata fondata il 5 maggio 1908. Il 20 giugno 1911 inaugurò il primo tratto della sua linea ferroviaria tra Hon-Isahaya ad Ainomura (ora Aino). Il 24 settembre 1913 viene aperta l'intera linea ferroviaria Shimabara tra la stazione di Isahaya e la stazione di Shimabara Minato (attualmente stazione di Shimabara Funatsu). Il 5 dicembre la ferrovia Shimabara inizia le operazioni di autobus e taxi. Il 1° luglio 1943 avviene la fusione con la Ferrovia Kuchinotsu, la linea ferroviaria Shimabara diventa 78,5 km tra la stazione di Isahaya e la stazione di Kazusa. Il 1° aprile 2008 il servizio ferroviario da Shimabara-Gaikō a Kazusa è stato interrotto.

## Linee ferroviarie
La Ferrovia Shimabara gestisce una linea.
- Linea ferroviaria Shimabara (島原鉄道線?): Isahaya - Shimabarakō	(43,2 km, 24 stazioni)

## Materiale rotabile
L'azienda possiede automotrici della serie KiHa 2500.
- Serie KiHa 2500 (2501 - 2513)
- Serie KiHa 2550 (2551/2552/2553)

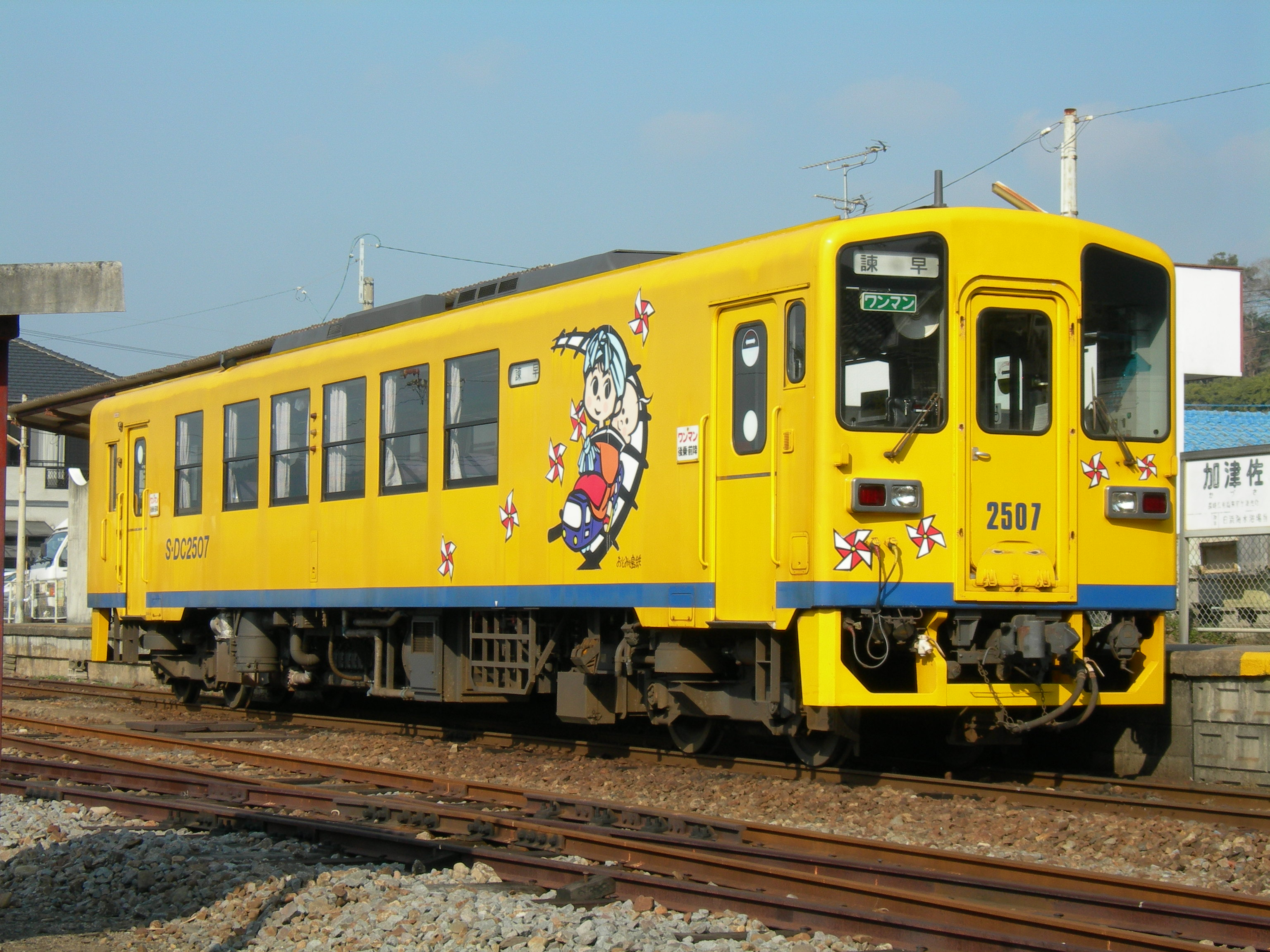
KiHa 2500
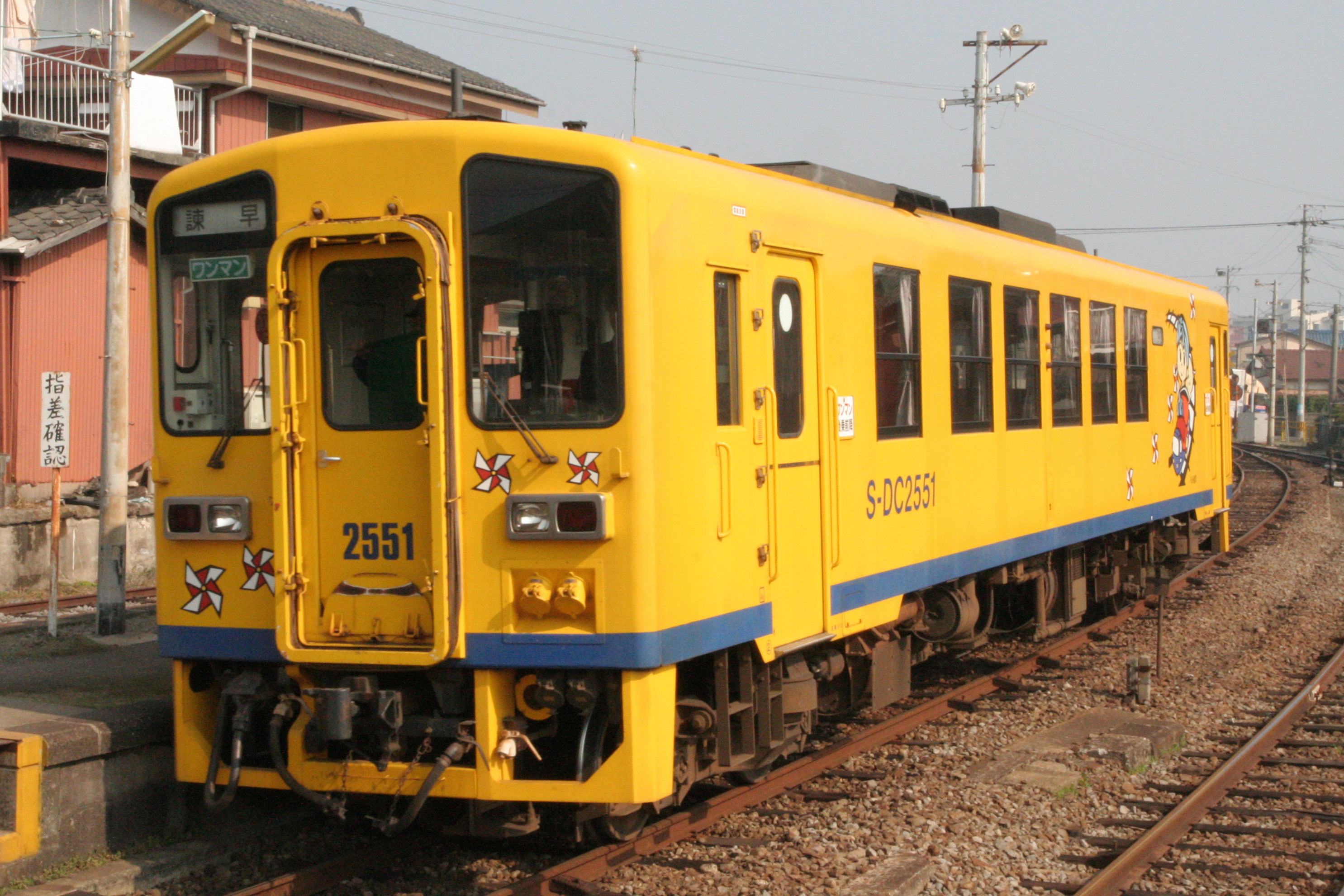
KiHa 2550